# Til sjøs
Til sjøs är en norsk dokumentärfilm från 1952 i regi av Jan Wikborg.
Filmen skildrar livet till sjöss och följer sjömannen Ola (spelad av Kjell Anfinnsen) ombord på skeppet och på land i Europa, Orienten och New York. Filmen spelades in efter ett manus av Hans Geelmuyden med Wikborg som fotograf och klippare. Den hade premiär den 2 oktober 1952 i Norge. Den producerades och distribuerades av Norsk Kulturfilm.